# Gin Gin
Gin Gin (en chino 晶晶書庫, en pinyin jīngjīng shūdiàn, también como Gin Gin's y GinGin, en español 晶 «gin» o «jīng» significa «brillante»), es una librería especializada en temas LGBT situada en Taipéi. Es la única librería de su tipo en Taiwán y en Asia; como tal se ha convertido en un centro de la cultura LGBT del país, con muchas actividades y famosos invitados.
La librería fue fundada por J.J. Lai (Lai Jeng-jer, 賴正哲), un joven arquitecto que dejó su trabajo para fundar la librería en 1999. Su objetivo era crear un lugar de encuentro para personas LGBT que estuviese abierto de día y que no fuese un bar. Dos incidentes le impulsaron, la mano dura de la policía en contra de los gais que se solían encontrar en la calle Changte, cerca del número 228 de Memorial Park, y un restaurante en la calle Yungkang, que había colocado un cartel diciendo «No gays» en 1998, después de que sus clientes se quejaran. Inspirado por A Different Light en la calle Castro, en San Francisco, donde se encontró con el autor gay Hsu Yu-Sheng, abrió la librería con ayuda financiera de su madre. Además de libros, en Gin Gin se venden revistas, cómic, música, películas, juguetes eróticos, camisetas y condones. Uno de los productos vendidos más buscados son los tops (también con tirantes), muy popular entre las monjas. También tienen clientes en Japón, Singapur, Malasia, Europa y América.
En 2001 los vidrios del escaparate fueron destrozados con piedras en diversas ocasiones. Grupos de homosexuales protestaron por lo que consideraban un crimen homófobo. Las paredes exteriores de librería también fueron vandalizada en 2007 con pintadas en una acción liderada por un profesor extranjero de una escuela cristiana taiwanesa-americana, que reclutó a sus alumnos para realizarla.
En 2003 la oficina de aduanas de Keelung confiscó 400 revistas procedentes de Hong Kong con destino a Gin Gin por «obscenas». Poco después la policía incautaba otras 500 revistas en la tienda misma. Lai fue acusado de «posesión e intento de distribución de material obsceno», un delito según el artículo 235 del código penal taiwanés. Lai fue condenado dos veces, pero apeló basándose en la interpretación constitucional de la ley, que dice que «medidas adecuadas protectoras y aislantes antes de la diseminación al público» no constituyen delito, ya que las revistas estaban envueltas en plástico y claramente señaladas con pegatinas. Lai acabó ganando el proceso tras dos años de pleito.
En 2009 Larry Tung realizó el documental Welcome to My Queer Bookstore («Bienvenido a mi librería maricona») sobre la librería Gin Gin y la polémica que se generó en el juicio contra la librería. El documental fue exhibido en diversos festivales de cine de Estados Unidos e Inglaterra en los años 2009 y 2010.